# Pruche de l'Himalaya
Tsuga dumosa
Espèce
Statut de conservation UICN

 LC  : Préoccupation mineure
Le Pruche de l'Himalaya (Tsuga dumosa ) est un arbre appartenant au genre Tsuga, et à la famille des Pinaceae.